# Stefanie Vögeleová
Stefanie Vögeleová (* 10. března 1990 Leuggern) je současná švýcarská profesionální tenistka. Na žebříčku WTA byla ve dvouhře nejvýše klasifikována v listopadu 2013 na 42. místě a ve čtyřhře v lednu 2015 na 103. místě. Na okruhu WTA zatím nevyhrála žádný turnaj, ale z okruhu ITF si již odnesla 8 titulů ve dvouhře a 7 ve čtyřhře. Trénuje ji Ivo Werner.
Ve švýcarském fedcupovém týmu nastoupila k roku 2021 k patnácti mezistátním utkáním s bilancí 5–11 ve dvouhře a 1–4 ve čtyřhře.

## Finále na okruhu WTA Tour
| Legenda                           |
| --------------------------------- |
| D – dvouhra; Č – čtyřhra          |
| Grand Slam (0)                    |
| Turnaj mistryň (0)                |
| Premier Mandatory & Premier 5 (0) |
| Premier (0)                       |
| International (0–1 D; 0–1 Č)      |

### Dvouhra: 1 (0–1)
| Stav       | č. | datum          | turnaj           | povrch | soupeřka ve finále | výsledek           |
| ---------- | -- | -------------- | ---------------- | ------ | ------------------ | ------------------ |
| Finalistka | 1. | 3. března 2018 | Acapulco, Mexiko | tvrdý  | Lesja Curenková    | 7–5, 6–7(2–7), 2–6 |

#### Čtyřhra: 1 (0–1)
| Stav       | Č. | Datum          | Turnaj           | Povrch | Spoluhráčka      | Soupeřky ve finále               | Výsledek |
| ---------- | -- | -------------- | ---------------- | ------ | ---------------- | -------------------------------- | -------- |
| Finalistka | 1. | 18. února 2012 | Bogotá, Kolumbie | antuka | Mandy Minellaová | Eva Birnerová Alexandra Panovová | 2–6, 2–6 |

## Finále série WTA 125
| Legenda                  |
| ------------------------ |
| D – dvouhra; Č – čtyřhra |
| WTA 125 (0–1 D)          |

### Dvouhra: 1 (0–1)
| Stav       | č. | datum         | turnaj                       | povrch | soupeřka ve finále | výsledek      |
| ---------- | -- | ------------- | ---------------------------- | ------ | ------------------ | ------------- |
| Finalistka | 1. | 2. února 2020 | Newport Beach, Spojené státy | tvrdý  | Madison Brengleová | 1–6, 6–3, 2–6 |

## Vítězství na okruhu ITF (15)

### Dvouhra (8)
| Č. | Datum              | Turnaj                       | Dotace   | Povrch  | Soupeřka ve finále    | Výsledek         |
| 1. | 2. prosinec, 2006  | Tel Aviv, Izrael             | 10 000 $ | tvrdý   | Marlot Meddensová     | 6–3, 6–4         |
| 2. | 31. březen, 2007   | Hajdarábád, Indie            | 10 000 $ | tvrdý   | Amber Liuová          | 5–7, 7–5, 6–3    |
| 3. | 15. červenec, 2007 | Toruń, Polsko                | 25 000 $ | antuka  | Alexandra Dulgheruová | 6–2, 4–6, 7–5    |
| 4. | 27. březen 2011    | Bath, Velká Británie         | 25 000 $ | tvrdý   | Marta Domachowska     | 6–7(3), 7–5, 6–2 |
| 5. | 24. září 2012      | Clermont-Ferrand, Francie    | 25 000 $ | tvrdý   | Tatjana Maria         | 6–4, 6–1         |
| 6. | 25. listopad 2012  | Toyota, Japonsko             | 25 000 $ | koberec | Kimiko Date-Krumm     | 7–6(7), 6–4      |
| 7. | 31. leden 2016     | Andrézieux-Bouthéon, Francie | 25 000 $ | tvrdý   | An-Sophie Mestach     | 6–1, 6–2         |
| 8. | 15 červenec 2018   | Contrexéville, Francie       | ? 000 $  | antuka  | Sara Sorribes Tormo   | 6–4, 6–2         |

### Čtyřhra (7)
| Č. | Datum              | Turnaj   | Dotace   | Povrch  | Partnerka            | Soupeřky ve finále                                     | Výsledek      |
| 1. | 14. červenec, 2007 | Toruń    | 25 000 $ | antuka  | Sandra Martinovićová | Magdalena Kiszczyńská Natalia Kolatová                 | 2–6, 6–4, 6–3 |
| 2. | 28. březen, 2008   | La Palma | 25 000 $ | tvrdý   | Julia Bejgelzimerová | Estrella Cabezová Candelová Sílvia Solerová Espinosová | 7–5, 7–6(5)   |
| 3. | 6. duben, 2008     | Hamburk  | 25 000 $ | koberec | Julia Bejgelzimerová | Veronika Chvojková Andrea Hlaváčková                   | 7–6(3), 6–2   |

## Finále soutěží družstev: 1 (0–1)
| Stav       | č. | datum             | soutěž                            | povrch    | spoluhráči                                              | soupeři ve finále                                                                                                 | výsledek |
| ---------- | -- | ----------------- | --------------------------------- | --------- | ------------------------------------------------------- | --- | -------- |
| Finalistka | 1. | 6. listopadu 2021 | Billie Jean King Cup Praha, Česko | tvrdý (h) | Belinda Bencicová Jil Teichmannová Viktorija Golubicová | Anastasija Pavljučenkovová Darja Kasatkinová Veronika Kuděrmetovová Jekatěrina Alexandrovová Ljudmila Samsonovová | 0–2      |

## Postavení na žebříčku WTA na konci sezóny

### Dvouhra
| Rok    | 2006 | 2007   | 2008   | 2009  | 2010   | 2011   | 2012   | 2013  | 2014  | 2015   | 2016   | 2017   | 2018  | 2019   |
| Pořadí | 920. | ▲ 215. | ▲ 130. | ▲ 76. | ▼ 127. | ▼ 138. | ▲ 113. | ▲ 44. | ▼ 78. | ▼ 122. | ▲ 112. | ▼ 152. | ▲ 85. | ▼ 119. |

### Čtyřhra
| Rok    | 2007 | 2008   | 2009   | 2010   | 2011   | 2012   | 2013   | 2014   | 2015   | 2016   | 2017   | 2018 |
| Pořadí | 371. | ▲ 155. | ▼ 231. | ▲ 166. | ▼ 231. | ▲ 154. | ▼ 882. | ▲ 106. | ▼ 369. | ▼ 592. | ▼ 599. | –    |